# NGC 28
NGC 28 je eliptična galaksija v ozvezdju Feniksa. Njen navidezni sij je 15,37m.
Galaksijo je odkril John Frederick William Herschel 28. oktobra 1834.